# 卡索利克波因特鎮區 (阿肯色州康韋縣)
卡索利克波因特鎮區（英語：Catholic Point Township）是位於美國阿肯色州康韋縣的一個行政鎮區。

## 地方資料
卡索利克波因特鎮區的面積為58.53平方千米，當中陸地面積為58.43平方千米，而水域面積為0.10平方千米。根據2010年美國人口普查的數據，當地共有人口486人，而人口密度為每平方千米8.3人。